# Wolfgang Klein (Fußballfunktionär)
Wolfgang Klein (* 28. Januar 1941 in Hannover; † 15. September 2017 in Hamburg) war ein deutscher Leichtathlet, Fernsehmoderator, promovierter Jurist und Rechtsanwalt sowie Sportfunktionär.

## Werdegang
Nach dem Abitur studierte Klein, der 1960 nach Hamburg zog, in der Hansestadt Rechtswissenschaften, gleichzeitig war er Leichtathlet. Nebenher schrieb er Artikel für das Hamburger Abendblatt. 1964 wurde er beim NDR Moderator der Sportschau. 1963 wurde Klein im Weitsprung Zweiter der Studentenweltmeisterschaft. Bei den Olympischen Spielen 1964 in Tokio erreichte er den 10. Platz mit 7,15 m. Zudem war er in den Farben des Hamburger SV sechsmal Deutscher Meister in dieser Disziplin: 1963 mit einer Weite von 7,74 m und 1964 mit 7,85 m jeweils im Freien, 1961, 1962, 1963 und 1964 jeweils in der Halle. 1962 wurde Klein mit 7,69 m deutscher Vizemeister im Freien. Seine Weitsprungbestweite waren 7,90 m. Nach Abschluss des Studiums arbeitete er in einer Wirtschaftskanzlei, schrieb eine Dissertation im Bereich Handelsrecht und war dann als Rechtsanwalt in eigener Sozietät in Hamburg-Rotherbaum tätig. 1975 moderierte Klein die Sendung Musik aus Studio B.
Im Dezember 1979 kandidierte er für das Amt des Präsidenten des Hamburger SV und setzte sich bei der Abstimmung gegen Peter Krohn durch. Im Vorfeld der Wahl hatte Klein in Manager Günter Netzer und Trainer Branko Zebec namhafte Fürsprecher. Klein gab als Ziele für seine Amtszeit unter anderem aus, den HSV in der europäischen Spitze zu halten, ein Kommunikationszentrum am Rothenbaum zu errichten, langfristig mit Netzer und Zebec zusammenzuarbeiten, die Nachwuchsarbeit voranzubringen und den Leistungssport in den Amateurabteilungen zu fördern. Mit Manager Netzer sowie dem von diesem verpflichteten Trainer Ernst Happel errang der HSV unter der Ägide von Klein 1982 und 1983 die Deutsche Meisterschaft und wurde viermal Zweiter. Dazu kamen der Sieg im DFB-Pokal von 1987 und als Höhepunkt der Gewinn des Europapokals der Landesmeister von 1983. Klein holte 1980 Franz Beckenbauer von New York Cosmos nach Hamburg. Klein sprach sich bereits 1987 dafür aus, das Hamburger Volksparkstadion „wesentlich komfortabler“ auszustatten und sich darum zu bemühen, die Zahl der HSV-Mitglieder zu erhöhen. Lange Zeit war Wolfgang Klein auch im Rahmen der Franz-Beckenbauer-Stiftung tätig. Im November 1987 wurde Ernst Naumann zu seinem Nachfolger beim HSV gewählt. Von 1984 bis August 1992 war er Mitglied des Ligaausschusses des Deutschen Fußball-Bundes.
Wolfgang Klein pflegte einen souveränen, geschickten und eng vertrauten Umgang mit den Medien, insbesondere mit der schreibenden Zunft. Schon früh nahm der Medien-Profi und Präsident Klein in den 1980er-Jahren einen zum Kritizismus neigenden Umgang der ARD-Sportschau-Berichterstattung mit den Bundesliga-Vereinen aufs Korn. Klein starb am 15. September 2017 an Krebs.